# João Batista Reus
João Batista Reus (en allemand Johann Baptist Reus), né le 10 juillet 1868 à Pottenstein, en royaume de Bavière et mort le 21 juillet 1947 à São Leopoldo (Brésil) est un prêtre jésuite brésilien d'origine allemande, missionnaire et professeur de théologie au Brésil. Favorisé de grâces mystiques éminentes, il a été déclaré serviteur de Dieu lorsque le procès en vue de sa béatification fut ouvert en 1953.

## Biographie

### Formation et prêtre diocésain
Né le 10 juillet 1868, à Pottenstein en royaume de Bavière, de Jean et Anne-Marguerite Reus le 10 juillet 1868, Johann est le huitième des onze enfants du couple. Recevant une excellente éducation chrétienne, il suit les cours du lycée de Bamberg (1880-1889) avant de faire son service militaire dans l’infanterie, tout en étudiant déjà la philosophie. Quittant l’armée, il entre au séminaire de Bamberg en 1890 pour les études de théologie qui le conduisent au sacerdoce. Johann est ordonné prêtre le 30 juillet 1893, à Bamberg, et passe quelque temps comme vicaire à Neuhaus. 

### Prêtre jésuite

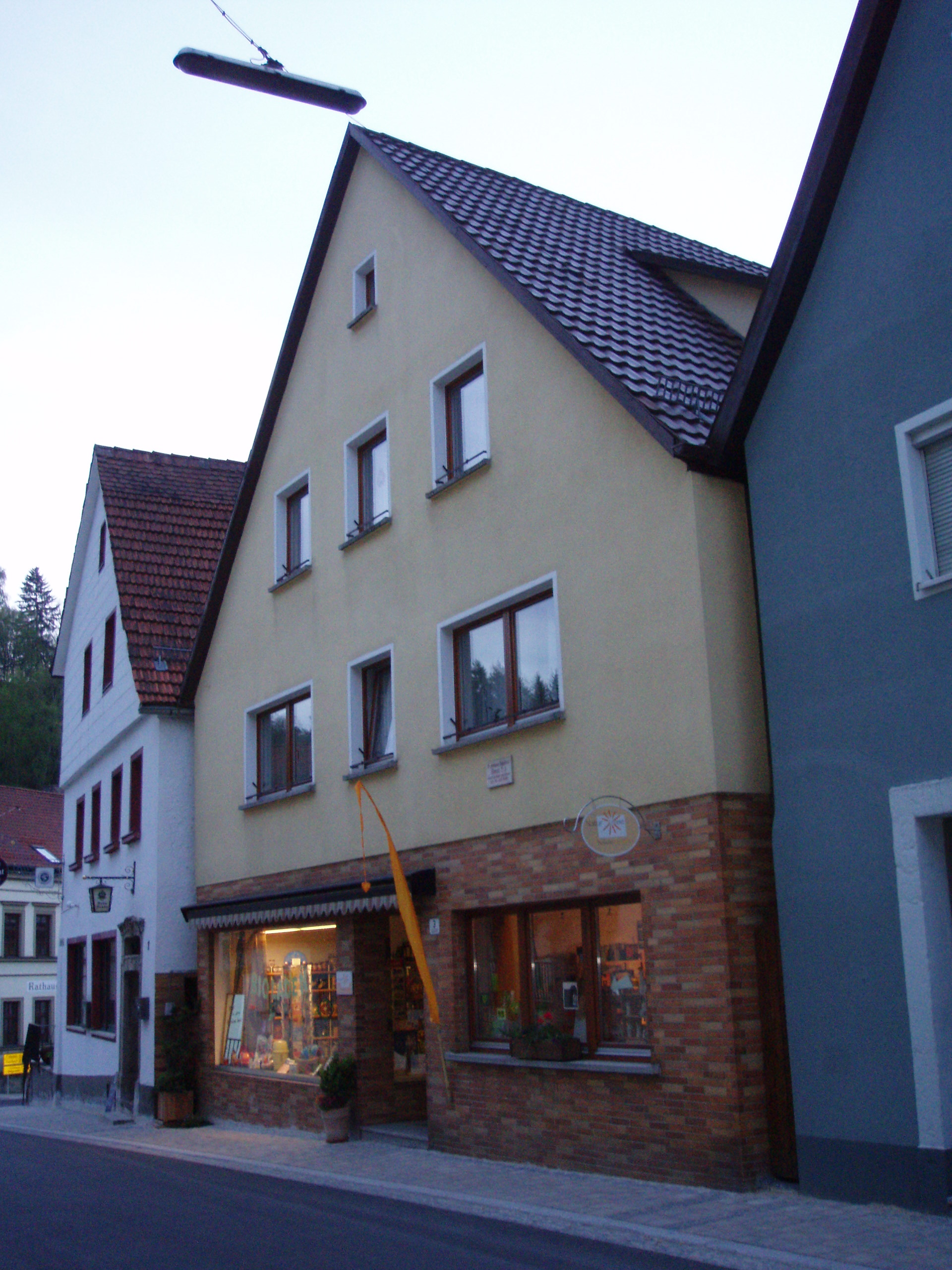
Maison natale du père Reus, à Pottenstein.

Peu après, il entre au noviciat des Jésuites allemands, alors en exil à Blijenbeek aux Pays-Bas (16 octobre 1894). Il y fait une année supplémentaire d’humanités (1895-1896) à Exaten, et de la philosophie (1896-1899) à Valkenburg avant de conclure sa formation spirituelle avec le Troisième An à Wijnandsrade, toujours aux Pays-Bas. 
Destiné à la mission allemande du Brésil, il y arrive en septembre 1900 et étudie la langue portugaise jusqu’en mai 1901. Son premier poste est à Rio Grande où durant une dizaine d’années, il est curé et professeur (1901 à 1912). Après un intermède à Anchieta, où il est directeur d’école et guide de la congrégation mariale des hommes (1912-1913), Reus est envoyé au scolasticat et séminaire de São Leopoldo (au Rio Grande do Sul), où il résidera jusqu'à la fin de sa vie. Il y est curé (1913-1914), directeur spirituel du séminaire (1914-1917), directeur de l'Apostolat de la prière et des congrégations mariales (1917-1922) et enseignant divers sujets (latin, histoire) au cours inférieur. Il est surtout professeur de théologie (1922-1942) où il excelle particulièrement dans le domaine de la liturgie. À partir de 1942, Reus est confesseur et directeur spirituel au collège du Christ-Roi.
Son travail apostolique direct se limite presque exclusivement au domaine de la formation religieuse et académique au sein de scolasticats jésuites. Ce qu’il considéra comme un sacrifice personnel demandé par Dieu pour qu’il puisse se consacrer plus entièrement à son amour.
Reus n’en est pas moins considéré comme un pionnier dans le domaine de la liturgie. Son cours de théologie liturgique, constamment mis à jour connait trois éditions de son vivant. Une œuvre dévotionnelle de 1920 Orai connait également de nombreuses réimpressions. Toute sa vie, il fut un apôtre éminent de la dévotion au Sacré-Cœur.

### Mystique
Bien qu’il soit discret à ce sujet, ses supérieurs religieux devinent en lui une vie spirituelle intense et lui demandent de relater par écrit ses expériences mystiques. C’est l’origine d’écrits qui seront publiés après sa mort : son autobiographie (Selbstbiographie, en 1937) et son journal spirituel (Tagebuch, couvrant la période de 1937 à 1947). 
Son expérience d’union particulière à Dieu est souvent si vive et intense qu’il préfère célébrer la messe en privé craignant être emporté par une extase avant de pouvoir conclure la célébration. Il aurait été marqué par les stigmates du Christ (le 9 juillet 1912), connu l’union mystique avec le Sacré-Cœur (6 mars 1921) et connu la certitude absolue de son salut personnel (le 24 novembre 1945).
João Batista Reus meurt le 21 juillet 1947 à São Leopoldo (Brésil). Immédiatement après sa mort, des pèlerins commencent à visiter sa tombe et demandent son intercession auprès de Dieu. Un bulletin mensuel est publié faisant connaître les grâces reçues par son intercession.

## Écrits
Outre ses autobiographie (Selbstbiographie) et Journal spirituel (Tagebuch) écrits en obéissance à ses supérieurs, Reus laissa quelques écrits :
- Os tres mártires de Caraó e Ijuí no Rio Grande do Sul, Porto Alegre, 1932
- Curso de Liturgia, Petrópolis, 1937 (3e éd.: 1952)